# Winsford
Winsford är en stad och en civil parish i Cheshire West and Chester i Cheshire i England. Parish har 30 481 invånare (2011).